# Safe in My Garden
"Safe in My Garden" är en sång skriven av John Phillips och inspelad med The Mamas and the Papas.
Låten finns också inspelad på svenska som "En dag i juni", med text av Britt Lindeborg. Family Four gav ut den som B-sida till singeln Kör långsamt (Cab Driver), utgiven i november 1968. samt på albumet Kör långsamt 1969.  Med denna text spelade Thorleifs också in låten, och släppte den på singel 1973 samt på albumet med samma namn 1974. Den svenskspråkiga texten är miljöpolitisk, och handlar om människans sätt att handskas med planeten Jorden.

## Listplaceringar
| Lista (1968) | Topplacering |
| ------------ | ------------ |
| USA          | 53           |